# Milchhafen

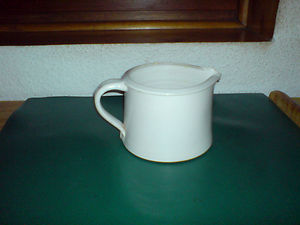
Ein Milchhafen aus Keramik

Ein Milchhafen (oder Milchtopf, mitteldeutsch auch: Milchhäfele) ist ein einem Milchkännchen ähnelndes, meist flaches Gefäß, das hauptsächlich der Aufbewahrung von Milch dient und in den meisten Haushalten kaum noch verwendet wird. 
Der Milchhafen, der meist in Pastellfarben bemalt wurde, war hauptsächlich aus Keramik oder dickem Steingut angefertigt und innen glasiert. Er wird noch heute in den Töpfereien hergestellt. Die klassischen Milchhäfen verfügen über einen Henkel und eine Ausgussmulde. 
Aufgrund des dicken Steinguts wird die Milch länger kühl gehalten. Vor der Einführung der Kühlschränke war der Milchhafen deshalb einer der wichtigsten Behälter für das Aufbewahren von Milch. Allerdings kann in einem Milchhafen nur wenig Milch aufbewahrt werden; größere Mengen wurden eher in Milchkannen abgegossen und in einem Brunnentrog mit durchlaufendem Wasser kühl gehalten. 

## Trivia
Der Milchhafen wurde auch in einem früheren Sprichwort erwähnt:
„Abends suchen Raben und Wölfe die Kaiben, Mücken den Milchhafen und Mönche, was sie freut“
Im alten schwäbischen Kinderspiel Mutter, die Katze hat die Milch umgeschüttet stellen die Kinder, die ringsherum in einem Kreis stehen, Milchhäfen dar.
Außerdem findet sich der Milchhafen als traditionelles Symbol für das Handwerk der Töpferei.